# Ostrau (Sajonia)
Ostrau es un pequeño municipio del Distrito de Sajonia Central de Sajonia, Alemania. Con una población de 4.396 habitantes, el municipio se sitúa 10 kilómetros al noreste de la capital, Döbeln, y aproximadamente a 15 kilómetros hacia el sudoeste de Riesa, en el valle del río Jahna. Se llega a Ostrau a través de la carretera B 169 o a través de una estación de ferrocarril en Chemnitz Riesär.
- Datos: Q71030
- Multimedia: Ostrau (Sachsen) / Q71030

1. ↑  Worldpostalcodes.org, código postal n.º 04749.